# Chilaw
Chilaw är en ort i Sri Lanka.   Den ligger i provinsen Nordvästprovinsen, i den västra delen av landet, 70 km norr om huvudstaden Colombo. Chilaw ligger 8 meter över havet och antalet invånare är 24 712.
Terrängen runt Chilaw är mycket platt. Havet är nära Chilaw västerut. Runt Chilaw är det tätbefolkat, med 636 invånare per kvadratkilometer. Det finns inga andra samhällen i närheten. Omgivningarna runt Chilaw är en mosaik av jordbruksmark och naturlig växtlighet.